# Muralles d'Ontinyent
Les muralles d'Ontinyent, són considerades Bé d'interès cultural, amb codi 46.24.184-004, no presentant encara número d'anotació ministerial. Estan ubicades al municipi d'Ontinyent, a la comarca de la Vall d'Albaida, de la província de València.

## Descripció historicoartística
La població medieval d'Ontinyent, tenia una privilegiada situació en l'anomenat Tossal de la Vila, la qual cosa li proporcionava excel·lents defenses naturals en els barrancs del "Pou Clar" i de l'"Almaig" o Sant Jaume, el qual va ser posteriorment emplenat. La zona més feble era la que donava al barranc del Regall, i aquesta era l'àrea més fortificada del recinte emmurallat.
Les muralles d'Ontinyent, se situen en el nucli històric d'aquesta població, en l'anomenada Vila, que per la seva situació estratègica, econòmica i política, va tenir gran rellevància com a símbol del poder reial després de la reconquesta del rei Jaume I d'Aragó. Es tracta d'una estructura de caràcter defensiu urbà, construïda al segle xi, d'època islàmica; més tard va ser restaurada pels cristians l'any 1258, després de quedar derruïdes pel terratrèmol d'aquest mateix any.

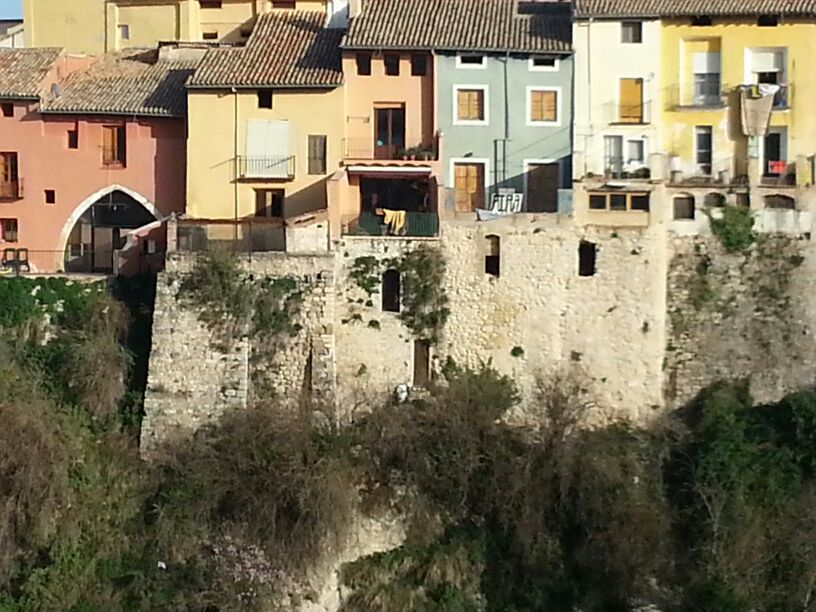
Muralla d'Ontinyent

Historiadors com Bernabeu o l'arqueòleg Albert Ribera, basant-se en les seves investigacions i en documentació, tant escrita, com de restes arqueològiques, consideren que la muralla ja havia estat remodelada abans del terratrèmol de 1258. Això estaria relacionat possiblement amb la concessió real d'un permís que es va atorgar als veïns de la vila un parell d'anys abans del mentant terratrèmol, i que coincidiria amb en què és amb l'obertura de l'anomenat "Portal de Sant Roc" (anteriorment "Portal de Sant Pere"). També hi ha indicis que permeten assegurar que a més, en aquesta mateixa època, els musulmans que no van fugir cap a Múrcia, Granada o el Magrib, es refugien a peus de la muralla, i donen lloc a un Rabal, que va créixer obligant a les autoritats a obrir un altre portal d'entrada a la plaça de "Baix", conegut com a "Portal de Rabal" o de la "Trinitat", del qual només es conserva la rampa d'accés.
La muralla constava també de torrasses que rebien diferents denominacions relacionades amb la seva ubicació. Possiblement el circuit emmurallat d'Ontinyent, havia d'iniciar-se al portal de "Sant Roc" i el Palau, continuant per la part posterior dels carrers "Sant Pere", "Trinitat" i Muralla fins a arribar a la Torre dels "Abellons" i després a la Torre Barbacana o de la "Farinera", continuant pel carrer de "Callarís", fins a la Torre de l'Hospital i per la seva rampa fins al portal de l'Àngel (únic existent a la muralla islàmica, i que es troba actualment a l'anomenada 'Pujada de la Bola', i en el lloc on es troba el modern Hospital de la Beneficència, successor de l'antic Hospital de Transeunts, establit al segle xiv) i d'allà tornaria novament al portal de "Sant Roc".
Actualment, es conserven restes de la muralla en alguns dels seus trams, igual que algunes portes i torres, que han estat integrades en les construccions que posteriorment es van anar realitzant. La majoria d'aquests trams, necessiten intervenció per a la seva consolidació i / o restauració.